# Mystic Chords of Memory
Mystic Chords of Memory is een Amerikaans alternatieve rock-duo, bestaande uit Christopher Gunst van Beachwood Sparks en Jen Cohen van The Aislers Set.

## Geschiedenis
Mystic Chords of Memory brachten hun gelijknamige debuutalbum uit in 2004 bij Rough Trade Records. Ze brachten ook het coöperatieve album Tree Colored See uit met Nobody bij Mush Records in 2006.
De vaste uitdrukking mystic chords of memory verscheen in de laatste alinea van 'Abraham Lincoln's first inaugural address'.

## Discografie

### Singles
- 2006: Broaden a New Sound met Nobody

### Albums
- 2004: Mystic Chords of Memory
- 2006: Tree Colored See met Nobody